# Losón (Lalín)
Losón (oficialmente Santa Baia de Losón) es una parroquia española del municipio de Lalín, perteneciente a la provincia de Pontevedra, en la comunidad autónoma de Galicia.

## Historia
Hacia mediados del siglo XIX, el lugar, ya por entonces perteneciente a Lalín, tenía contabilizada una población de 240 habitantes. Aparece descrito en el décimo volumen del Diccionario geográfico-estadístico-histórico de España y sus posesiones de Ultramar de Pascual Madoz con las siguientes palabras:

LOSON (Sta. Eulalia): felig. en la prov. de Pontevedra (9 leg.), part. jud. y ayunt. de Lalin (2 1/4), dióc. de Lugo (12): sit. á la falda occidental del monte Carrio, con buena ventilacion y clima sano. Tiene unas 40 casas repartidas en las ald. de Brenzos de Abajo, Brenzos de Arriba, Debesa de Abajo, Debesa de Arriba, Loson, Milleiros, Montouto, San Martiño, Outeiro, Porto-do Carrio, Ribas y Sanin. La igl. parr. (Sta. Eulalia), de la cual es aneja la de San Facundo del Busto, está servida por un cura de primer ascenso y patronato lego. Confina el term. N. Bodaño; E. Asorey; S. Busto, y O. San Pedro de Loson. En un vericueto de la falda occidental del monte Carrio, se halla el santuario de Ntra. Sra. del Corpiño, cuyo edificio es de escelente sillería, con buenos altares en su inteerior, y una elevada torre: es muy célebre en el pais y concurrido, especialmente el 24 de junio; visitándole en todo tiempo las mujeres afectadas de histérico. El terreno participa de monte y llano, es de buena calidad y tiene buenas aguas de fuente, fertilizándole un arroyo que por el N. va á unirse al r. Deza. Los caminos son locales, y tambien cruza por esta felig. uno de los que desde la prov. de la Coruña se dirigen á Orense. prod.: trigo, centeno, maiz, castañas, patatas, legumbres, hortaliza, fruta y pastos; hay ganado vacuno, mular, lanar y cabrío, y caza de varias especies. pobl.: 48 vec., 240 alm. contr. con su ayuntamiento (V.)
(Madoz, 1847, p. 389)

En 2022, tenía empadronados 224 habitantes.

## Patrimonio
Hay en la parroquia una iglesia de Santa Eulalia y un santuario de Nosa Señora do Corpiño.